# Капланский, Ирвинг
Ирвинг Капланский (англ. Irving Kaplansky, 22 марта 1917 — 25 июня 2006) — канадский и американский математик.

## Биография
Родился в еврейской семье из Польши, иммигрировавшей в Канаду незадолго до его рождения. Его отец, Самуил Капланский, в Польше проходил обучение на раввина, а по приезде в Канаду стал портным; мать, Анна Капланский, управляла продовольственным магазином, а впоследствии сетью пекарен «Health Bread Bakeries». Ирвинг Капланский обучался в университете Торонто, в 1938 году получив степень бакалавра и получив стипендию Патнэма для обучения в Гарвардском университете (в этом году стипендия присуждалась первый раз). В 1940 году он получил степень магистра в Торонто, а в 1941-м защитил диссертацию на степень Ph.D. в Гарвардском университете, под руководством Саундерса Маклейна. До 1944 года он занимал временную должность в Гарвардском университете, а в 1944 году, вместе с Маклейном, участвовал в военных исследованиях в Колумбийском университете. После окончания Второй мировой войны, с 1945 до 1984 года, он работал профессором в Чикагском университете, с 1962 по 1967 год возглавлял факультет математики. В эти годы под его руководством степени Ph.D. получили 55 человек. С 1984 по 1992 год он был директором MSRI. Также он принимал большое участие в работе Американского математического общества, в разные годы он был редактором или помощников редактора Bulletin, Transactions и Proceedings, в 1985—1986 годах был президентом общества. Также он был членом Национальной академии наук США и Американской Академии искусств и наук, почётным членом Лондонского математического общества, в 1989 году был награждён премией Стила.
Математические работы Ирвинга Капланского посвящены в основном алгебре: коммутативной и гомологической алгебре, теории колец, теории групп и алгебр Ли, теории квадратичных форм и форм высших порядков. Также важны его работы по алгебраическому формулированию функционального анализа, среди его результатов в этом направлении известна теорема плотности Капланского.
Дочь Ирвинга Капланского — Люси Каплански (род. 1960) — американская фолк-певица. Музыка — хобби Ирвинга Капланского: он играл на пианино и сочинял тексты; наиболее известна его «Песня о числе Пи».

## Избранные работы
- Kaplansky, Irving. Commutative Rings. — University of Chicago Press, 1974. — (Lectures in Mathematics). — ISBN 0-226-42454-5.
- Kaplansky, Irving. Infinite Abelian Groups. — University of Michigan Press (January, 1969. — 91 p. — ISBN 047208500X.
- Kaplansky, Irving. An introduction to differential algebra. — Hermann, 1978. — 62 p. — ISBN 2705612513.
- Kaplansky, Irving. Rings With A Polynomial Identity (англ.) // Bull. Amer. Math. Soc.. — 1948. — Vol. 54, no. 6. — P. 575-580.
- Kaplansky, Irving. Projective Modules (англ.) // Annals of Mathematics. — 1957. — Vol. 68, no. 2. — P. 372-377.